# اوترسوایر
اوترسوایر (به آلمانی: Ottersweier) یک شهر در آلمان است که در بادن-وورتمبرگ واقع شده‌است. اوترسوایر ۶٬۳۵۷ نفر جمعیت دارد.